# Кубок Ісландії з футболу 2001
Кубок Ісландії з футболу 2001 — 42-й розіграш кубкового футбольного турніру в Ісландії. Переможцем вперше став Фількір.

## Календар
| Раунд        | Дата               | Матчі | Клуби   |
| ------------ | ------------------ | ----- | ------- |
| Перший раунд |                    | 16    | 63 → 47 |
| Другий раунд |                    | 15    | 47 → 32 |
| 1/16 фіналу  | 13-15 червня 2001  | 16    | 32 → 16 |
| 1/8 фіналу   | 3-5 липня 2001     | 8     | 16 → 8  |
| 1/4 фіналу   | 22-23 липня 2001   | 4     | 8 → 4   |
| 1/2 фіналу   | 12-19 вересня 2001 | 2     | 4 → 2   |
| Фінал        | 29 вересня 2001    | 1     | 2 → 1   |

## 1/8 фіналу
| Команда 1                | Рахунок | Команда 2     |
| ------------------------ | ------- | ------------- |
| 3 липня 2001             |         |               |
| Відір (3)                | 0:2 дч  | Акурейрі (2)  |
| 4 липня 2001             |         |               |
| Стьярнан (2)             | 0:2     | Гапнарф'ярдар |
| Валюр                    | 2:3     | Фрам          |
| КФ (2)                   | 1:3     | Гріндавік     |
| 5 липня 2001             |         |               |
| Вікінгур (Рейк'явік) (2) | 1:4     | Акранес       |
| КР                       | 0:1     | Фількір       |
| Сіндрі (3)               | 0:1     | Кеплавік      |
| Вестманнаейя             | 3:1     | Брєйдаблік    |

## 1/4 фіналу
| Команда 1     | Рахунок      | Команда 2    |
| ------------- | ------------ | ------------ |
| 22 липня 2001 |              |              |
| Акурейрі (2)  | 2:1          | Кеплавік     |
| Фрам          | 0:0 пен. 5:6 | Акранес      |
| Гапнарф'ярдар | 1:0          | Вестманнаейя |
| 23 липня 2001 |              |              |
| Гріндавік     | 1:3 дч       | Фількір      |

## 1/2 фіналу
| Команда 1       | Рахунок | Команда 2    |
| --------------- | ------- | ------------ |
| 12 вересня 2001 |         |              |
| Гапнарф'ярдар   | 0:3     | Акурейрі (2) |
| 19 вересня 2001 |         |              |
| Акранес         | 0:2     | Фількір      |

## Фінал
| 29 вересня 2001 |

| Фількір                                                   | 2:2      | Акурейрі (2)                                              |
| --------------------------------------------------------- | -------- | --------------------------------------------------------- |
| Сверріссон 48' Стігссон 69'                               | Протокол | Хрінгссон 33', 56' (пен.)                                 |
|                                                           | Пенальті |                                                           |
| - Сверріссон - Йонссон - Б'ярнасон - Петурссон - Гісласон | 5:4      | - Хрінгссон - Йоганссон - Сігурдссон - Ерлюгссон - Мартін |

| Лаугардалсволлур, Рейк'явік Глядачів: 2 839 Арбітр: Гюлфі Тор Оррасон |